# Szúzai menyegző

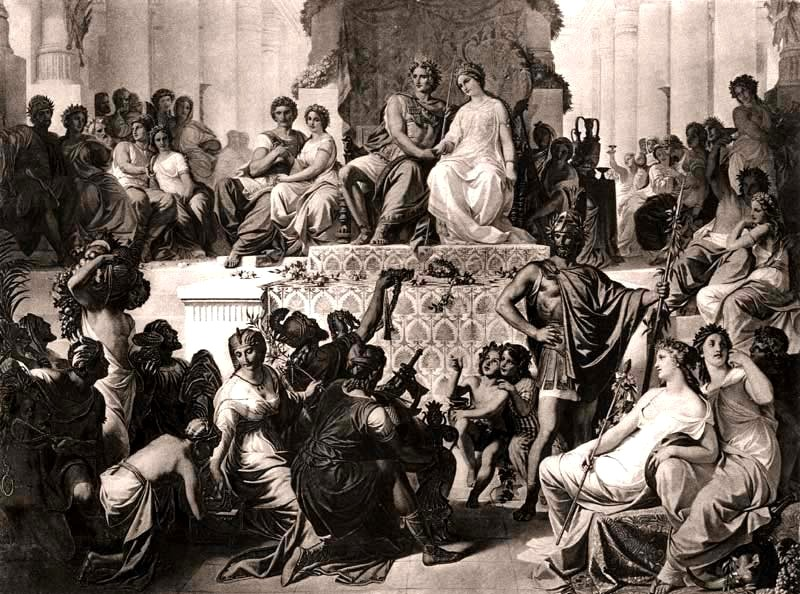
19. századi metszet a szúzai menyegzőről; Nagy Sándor Sztateirát, Héphaisztion pedig Drüpetiszt vette el.

A szúzai menyegző egy Nagy Sándor makedón király által szervezett tömeges esküvő volt Kr. e. 324-ben. Ez volt a leghíresebb kísérlete a birodalom egységének megteremtésére.

## A szúzai menyegző története
Az isszoszi csatában elfogott perzsa hercegnőket Nagy Sándor Szúzában hagyta, amikor i. e. 331-ben tovább folytatta keleti terjeszkedését. Megígérte a hercegnőknek, hogy amikor visszatér, gazdag hozománnyal férjhez adja őket, majd elrendelte, hogy – az asszimilációt megkönnyítendő – tanítsák meg őket a görög nyelvre. I. e. 324-re legyőzte III. Dareiosz perzsa királyt, a trónkövetelő Besszoszt pedig kivégeztette, így – immár egész Perzsia uraként – visszatérhetett Szúzába. Azonban mind a perzsák, mind honfitársai között voltak, akik elégedetlenek voltak vele: a birodalmon belül kisebb ellenállásokkal kellett szembenéznie, saját haderején belül pedig lázadásokkal, amiért egyre inkább úgy viselkedett, mint egy keleti despota. I. e. 324 februárjában tehát alattvalóinak kibékítésére a világ egyik legnagyobb szabású tömeges esküvőjének megszervezése mellett döntött. Elképzelése szerint a vegyes házasságokból születendő kevert arisztokrácia a birodalmának jövőbeli alapját jelenthette volna. Az a tény pedig, hogy Szúzában tartották a menyegzőt, arra enged következtetni, hogy Sándor úgy gondolta, hogy innen fogja igazgatni birodalmát.
Ő maga Sztateirát, III. Dareiosz király legidősebb lányát vette el feleségül (Arisztobulosz szerint egy Parüszatisz nevű lányt is elvett, aki a Dareiosz előtt regnáló III. Artaxerxész lánya volt.). Ezzel akarta nyomatékosítani a hatalom folytonosságát és törvényességét. Legjobb barátjának, Héphaisztionnak, Drüpetiszt választotta, aki szintén Dareiosz lánya volt, saját feleségének pedig a húga; ezzel azt szerette volna elérni, hogy gyerekeik egymás unokatestvérei legyenek. Kraterosz számára Amasztriszt, Oxüathrésznak – Dareiosz fivérének – a lányát választotta, Perdikkasznak pedig Atropatész médiai satrapa lányát. Testőrének, Ptolemaiosznak, és királyi titkárának, Eumenésznek, Artabazosz lányait, Artakamát és Artoniszt szánta; Nearkhosznak Barsziné és a rhodoszi Mentór lányát, Szeleukosznak pedig a baktriai Szpitamenész lányát, Apamét. (Ez utóbbi házasság volt az egyetlen, amely nem válással végződött.) Az ötnapos, fényes külsőségek között megtartott ünnepen 80 magas rangú makedón előkelővel vétetett el perzsa nőket Sándor, közrendű görög, makedón és trák harcosai közül pedig ezret – más források szerint tízezret – ugyanígy perzsa asszonyokkal, lányokkal házasított össze.
Amikor i. e. 327-ben Baktria meghódítása után feleségül vette Nagy Sándor a helytartó Oxüartész lányát, Rhóxanét, a nászt még makedón szokások szerint ülték meg, azonban a szúzai menyegzőt már a perzsa szokásoknak megfelelően tartották. A fényes lakomának kilencezer meghívott vendége volt. Ezeknek mindegyike színarany csészéből mutatta be italáldozatát; a csészét pedig utána mindegyikük megtarthatta magának emlékbe. Arrianosz leírása szerint sorban székeket helyeztek el a vőlegények számára, majd a köszöntőként elfogyasztott italok után bejöttek a menyasszonyok, és mindegyikük leült a számára kiválasztott vőlegény mellé, akik aztán megfogták a kezüket és megcsókolták őket. A király ezután elkezdte a ceremóniát, amely az összes pár számára egyszerre zajlott. Az ünnepség után minden pár elvonult otthonába a nászéjszakára, a királytól pedig mindegyikük hozományt kapott. Sőt Sándor még ennél is bőkezűbb ajándékosztásra szánta el magát: kijelentette, hogy saját pénztárából ő maga kifizeti minden katonájának az adósságát. A források szerint 20 000 talentumot osztott szét ily módon, továbbá különböző ajándékokat és kitüntetéseket is kiosztott az indiai hadjárat legkiemelkedőbb harcosainak és hadvezéreinek: Peukasztosznak és Leonnatosznak azért, mert életüket is kockáztatva mentették meg Sándor életét; Nearkhosznak, aki a veszélyes tengeri expedíció vezetője volt, Oneszikritosznak, aki a királyi hajó főkormányosa volt, valamint Héphaisztionnak, Sándor legjobb barátjának.

## Következmények
Az ekkor megkötött házasságok nem bizonyultak hosszú életűnek. Egyetlen kivételtől eltekintve (Szeleukosz egész életében hű maradt Apaméhez) mindegyik makedón, görög vagy trák elvált perzsa hitvesétől, Héphaisztion pedig nem egészen egy év múlva elhunyt, így felesége özvegy lett. A makedón emberek megalázónak tartották, hogy a legyőzöttek asszonyait vegyék feleségül, s ezzel hátat fordítsanak az óhaza hagyományainak. Nagy Sándor asszimilációs törekvéseit ezek a házasságok nem szolgálták hosszú távon.